# 欧蒂尼拉图尔
欧蒂尼拉图尔（法語：Autigny-la-Tour，法語發音：[otiɲi la tuʁ] ⓘ）是法国大東部大區孚日省的一个市镇，属于讷沙托区。

## 地理
欧蒂尼拉图尔（48°23'58"N, 5°45'34"E）面积15.86 平方千米，位于法国大東部大區孚日省，该省份为法国东北部内陆省份，北起默兹省和默尔特-摩泽尔省，西接上马恩省，南至上索恩省和贝尔福地区省，东临上莱茵省和下莱茵省。
与欧蒂尼拉图尔接壤的市镇（或旧市镇、城区）包括：马蒂尼莱热邦沃、苏洛斯苏圣埃洛夫、特朗克维尔-格罗、巴维尔、阿尔谢尚。

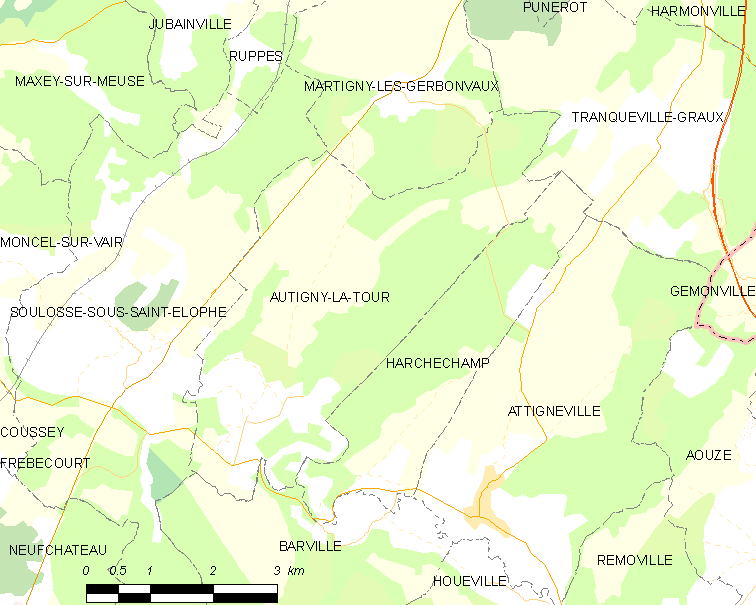
欧蒂尼拉图尔的OSM定位图

欧蒂尼拉图尔的时区为UTC+01:00、UTC+02:00（夏令时）。

## 行政
欧蒂尼拉图尔的邮政编码为88300，INSEE市镇编码为88019。

## 政治
欧蒂尼拉图尔所属的省级选区为讷沙托县。

## 人口

1962-2008年间欧蒂尼拉图尔人口变化图示

欧蒂尼拉图尔于2022年1月1日时的人口数量为136人。